# Molí de la Riera (Sant Pere de Torelló)
El Molí de la Riera és una obra de Sant Pere de Torelló (Osona) protegida com a Bé Cultural d'Interès Local.

## Descripció
Edifici civil. Molí construït al costat del riu Ges. La façana es troba orientada a migdia. S'hi descriuen dos cossos, un a la part esquerra i un a la dreta, que sobresurt de l'edificació i està cobert a dues vessants, l'esquerra més llarga que la dreta. Al sector de tramuntana es descriu un altre cos cobert a dues vessants i amb el carener perpendicular al cos principal dins el qual s'ubica el molí, amb un portal interior orientat a llevant.
L'estat de conservació és bo, sobretot de les moles de molí, que es conserven en molt bon estat. Es varen mantenir en funcionament fins als anys 60 del segle xx.

## Història
L'any 1379 en Pere Codolosa estableix a Berenguer ses Cases, de la sagrera de Sant Feliu, una part per l'aigua del molí de la riera de Vallver que s'ha de construir. Així mateix el sacerdot Jaume Carrera fa a ses Cases un altre establiment igual. Els honors dels llocs per on ha de passar el rec són del mas Riba.
Cal assenyalar que les eines que conserva el molí són molt interessants pel bon estat en què es troben, i es podrien posar en funcionament de nou sense esforç, recuperant un ofici perdut a les nostres terres.